# Backseat of Your Cadillac
Backseat of Your Cadillac ist ein Synthiepop-Song von C. C. Catch, der von Dieter Bohlen geschrieben und produziert wurde. Er wurde am 10. Oktober 1988 bei Hansa Records veröffentlicht und war der letzte große Hit der Interpretin.

## Entstehung und Veröffentlichung
Der Song wurde 1988 als erste Single des Albums Big Fun veröffentlicht. Big Fun war das vierte gemeinsame Album von Dieter Bohlen und C. C. Catch und zugleich das letzte Studioalbum. Im Jahr darauf erschien das Best-Of-Album Classics, das als ersten Titel eine Maxi-Version (5:20 Minuten) des Songs Backseat of Your Cadillac enthält. 
Aus dem Album Big Fun wurden noch drei weitere Singles veröffentlicht, die an den Erfolg von Backseat of Your Cadillac jedoch nicht anknüpfen konnten.

## Rezeption
In Deutschland erreichte Backseat of Your Cadillac Platz 10 und war für C. C. Catch innerhalb von zweieinhalb Jahren bereits der vierte Top-Ten- und achte Top-20-Hit. Zudem schaffte C. C. Catch es in der ZDF-Hitparade zum ersten Mal auf Platz 1 (Sendung vom 2. November 1988). Auch im europäischen Ausland wurde der Song bekannt.